# Uranotaenia ryukyuana
Uranotaenia ryukyuana är en tvåvingeart som beskrevs av Tanaka, Mizusawa och Saugstad 1979. Uranotaenia ryukyuana ingår i släktet Uranotaenia och familjen stickmyggor. Inga underarter finns listade i Catalogue of Life.